# Elise Egloff

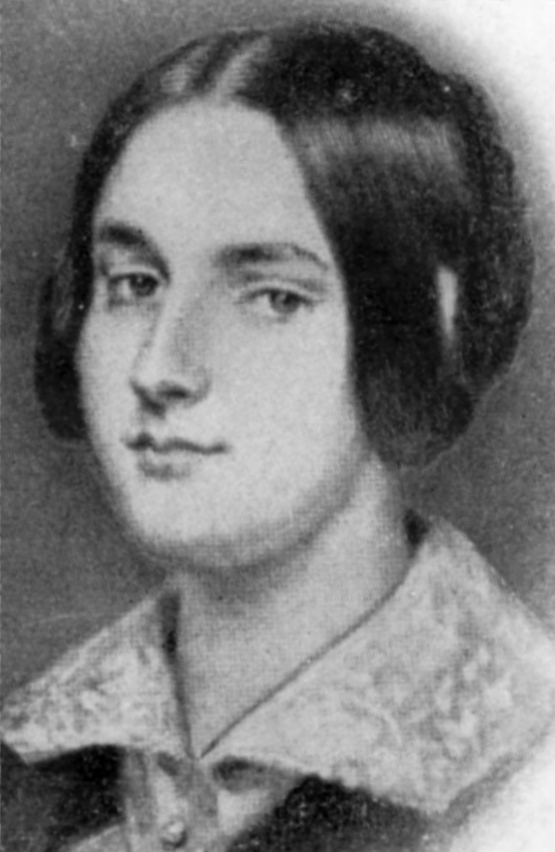
Elise Egloff um 1846

Elise Egloff (* 12. Januar 1821 in Tägerwilen; † 21. Februar 1848 in Heidelberg), ursprünglich ein Näh- und Kindermädchen, war die erste Ehefrau des Professors für Anatomie und Pathologie Jacob Henle. Auf Veranlassung ihres späteren Gatten wurde sie zur „Professorengattin“ herangebildet. Die Mesalliance wurde von Berthold Auerbach, Charlotte Birch-Pfeiffer, Gottfried Keller und eventuell auch von George Bernard Shaw literarisch verarbeitet.

## Leben
Elise Egloff wurde in Tägerwilen als uneheliche Tochter geboren und wuchs im Haus ihres Großvaters auf, dem Metzger und Gemeindewirt Hans Jakob Egloff. Nach dessen Tod 1836 machte sie eine Lehre als Näherin und kam 1841 als Kinder- und Nähmädchen nach Zürich in den Haushalt des deutschen Professors für Chemie Carl Löwig, wo auch der deutsche Anatom Jacob Henle verkehrte. Aus den zunächst zufälligen Begegnungen entwickelte sich eine tiefe Liebesbeziehung, über deren Beginn Jacob Henle schrieb:

„[…] und so passierte mir das lächerlichste, was einem Kavalier von Welt in solchem Verhältnis begegnen kann: Ich interessierte mich nicht bloß für ihren Körper, sondern auch für die Seele des Mädchens.“

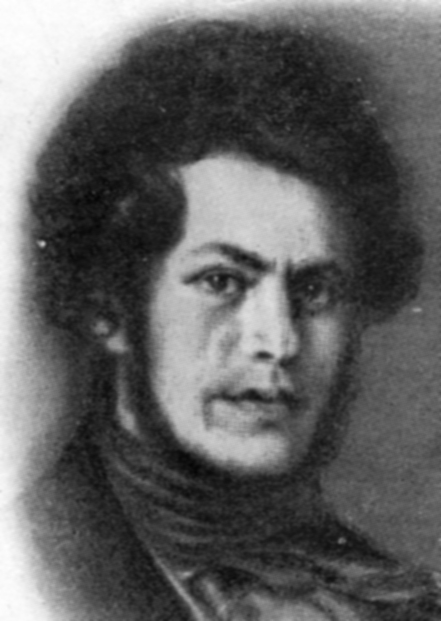
Jacob Henle um 1846

Als Henle im Herbst 1843 den Ruf auf eine Professur in Heidelberg erhielt, wollte er Elise Egloff einen kleinen Laden in Küsnacht finanzieren. Ihre daraus resultierende Verzweiflung und seine eigene Liebe bewegten Henle zu dem Plan, Egloff im Rahmen eines Bildungsexperiments so weit zu bringen, dass sie in der bürgerlichen Gesellschaft als seine Geliebte und als Braut akzeptiert würde. Henle legte hierbei vor allem Wert auf das Urteil seiner Familie. Zunächst wurden nur seine beiden Schwager Carl Matthieu und Adolf Schöll eingeweiht.

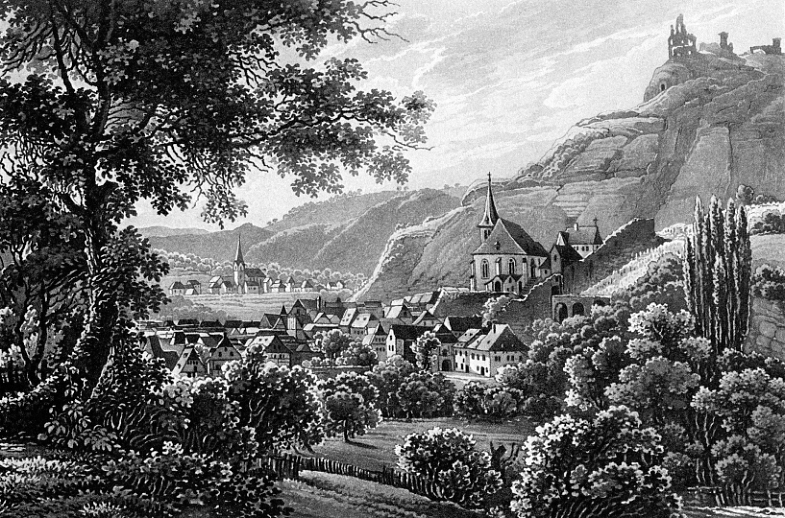
Die Moselstädte Trarbach (im Vordergrund) und Traben (im Hintergrund), wo Elise Egloff im Mädchenpensionat zur Professorengattin geschult wurde (Karl Bodmer um 1831)

Im April 1844 verschwand Elise Egloff aus Zürich, ohne Nachrichten an Familie und Bekannten zu hinterlassen. Jacob Henle gab sie in die Obhut seines Schwagers Carl Gustav August Mathieu, der sie wiederum unter einem Pseudonym in ein Mädchenpensionat für „höhere Töchter“ in Traben einführte, wo Egloff im Kreis deutlich jüngerer Mitschülerinnen das übliche bürgerliche Bildungsprogramm durchlief: Spracherziehung, Religion, Literatur, Mythologie, Deklamation, Klavierspiel, Zeichnen und Tanz. Nach gezielten Indiskretionen des von Mitleid gegenüber Elise Egloff getriebenen Adolf Schöll – der zudem die noch geheime Geschichte frühzeitig an Berthold Auerbach kolportierte – weihte Jacob Henle seine Schwester Marie ein und wies ihr eine Schlüsselrolle bei dem Erziehungsexperiment zu: „Aus Deiner Hand will ich sie als meine Braut empfangen oder nie wieder sehen.“ Marie Mathieu reiste unverzüglich nach Traben, um sich über die Schutzbefohlene ins Bild zu setzen. Ihr Eindruck war ungünstig, dementsprechend versuchte sie die Hoffnungen des Bruders auf einen erfolgreichen Ausgang des Experiments zu dämpfen. Auf Intervention von Henles Schwester wurde der schriftliche Kontakt zwischen Jacob Henle und Elise Egloff im August 1844 unterbrochen, ein Besuch des prominenten Gelehrten in Traben war ohnehin ausgeschlossen.

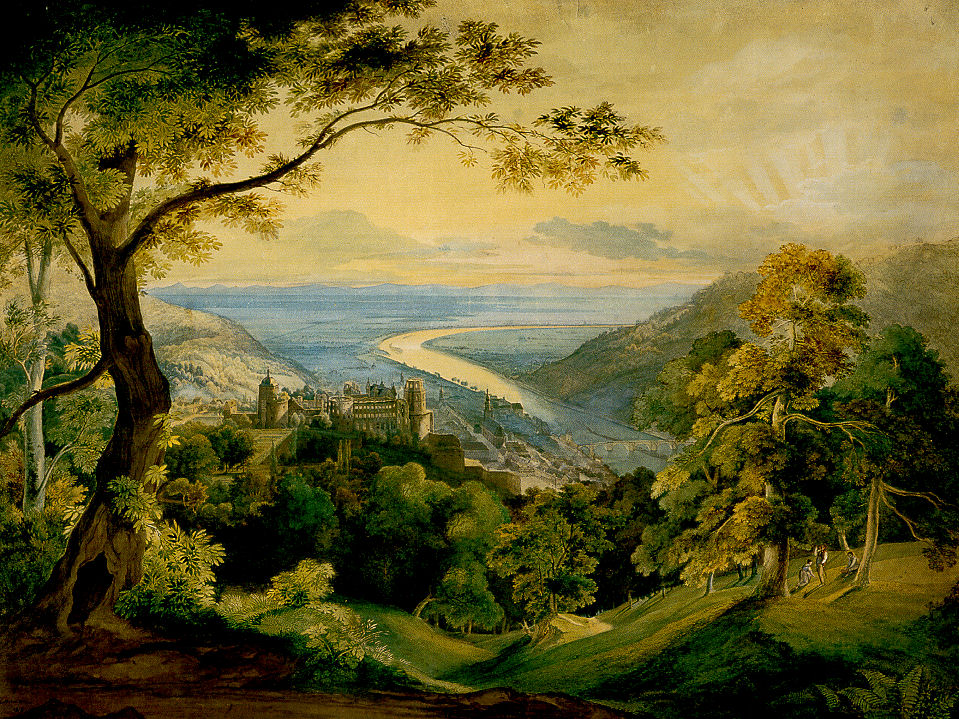
Heidelberg im 19. Jahrhundert, im Vordergrund das Schloss (Karl Rottmann, 1815)

Nach einem Jahr des bürgerlichen Bildungsprogramms in Traben ohne Kontakt zu Jacob Henle kam Elise Egloff im Mai 1845 in das Haus des kinderlosen Ehepaars Mathieu nach Trier; hier durfte sie nun wieder Briefe an Henle schreiben. Die Erziehung im Hause Mathieu war von Konflikten mit Marie Mathieu geprägt, die oftmals überfordert war und Egloff zunächst als nicht geeignet einschätzte; Henle schrieb hierzu später (im Mai 1846) an das Ehepaar Mathieu:

„Der Fehler lag weniger in den Personen, als in den Situationen und ich wollte niemanden raten, das Experiment noch einmal zu wiederholen. Eine minder zärtliche Schwester und eine weniger verliebte Braut hätten es nicht durchgeführt.“

Zeitweise sah es so aus, als wäre aus „[…] dem Bildungsexperiment […] eine anhaltende Charakterprüfung und Herzensforschung geworden, die alle Beteiligten überforderte.“ Henle war zwar auch im Herbst 1845 noch der Meinung, er könne sich beim Scheitern des Experiments ohne größere Probleme aus der Affäre ziehen, aber sein Ton in den Briefen an Egloff wird liebevoller, seine widerstrebende Schwester bittet er um mehr Sachlichkeit bei der Berichterstattung über ihren Zögling. Ende September 1845 schrieb Elise Egloff an Jacob Henle:

„Laßt mich nicht mehr jahrelang in der Ungewißheit leben […], aber bei allem fühle ich wohl und weiß es zu gut, daß Du eine höhere Person, die mehr Geist und Vorzüge hat, verdienst.“

Im Oktober 1845 sahen sich Elise Egloff und Jacob Henle nach eineinhalb Jahren erstmals wieder, Henle informierte nun seinen Vater. Angetrieben von einer weiteren gezielten Indiskretion seitens Adolf Schöll wurde im Dezember 1845 die Verlobung öffentlich angezeigt, Henle schrieb hierzu (teilweise ironisch):

„[…] und so bin ich jetzt Bräutigam eines Mädchens aus Thurgau, die ich in Zürich kennengelernt habe, elternlos, arm aber schön und brav und gut, namens Elise Egloff, seit einem Jahr bei meiner Schwester wohnhaft, um sich noch etwas von der deutschen Bildung anzueignen, da mir die schweizerische für meinen hohen Rang nicht genügte.“

Im Februar 1846 schrieb Jacob Henle an Schöll:

„Eine Gewißheit habe ich, daß ich geliebt werde mit einer Innigkeit, daß ich selbst kaum nachkommen kann und ich habe doch auch sonst ein ziemlich ausgiebiges Herz. Dies Glück habe ich in Trier in vollem Maß empfunden, was es heißt, ein Wesen ganz zu besitzen und ihm alles zu sein. Darum sehe ich in froher Zuversicht der Zukunft entgegen.“

Im März 1846 fand die Trauung in Trier statt. schon auf der Hochzeitsreise nach Wien litt die Braut an Hustenanfällen und „Bluthusten“ (Tuberkulose). Das Ehepaar wohnte an der Lehrstätte Henles in Heidelberg. Im Dezember 1846 kam der Sohn Karl Henle zur Welt, am 20. Januar 1848 die Tochter Elise Henle. Ihre Mutter starb am 21. Februar 1848 an der Exacerbation einer Lungentuberkulose. Schon zeitgenössisch fragte man sich, ob die „Versuchsanordnung dieses Bildungsexperiments“ einen ungünstigen Einfluss auf den Krankheitsverlauf zeitigte. So berichtet der Henle-Biograph Friedrich Merkel:

„Wenn sie [Elise] auch den Keim dazu vielleicht schon lange mit sich herumgetragen hatte, so ist es doch sehr möglich, selbst wahrscheinlich, daß die Aufregungen und die gewaltige, geistige Arbeit der beiden letzten Jahre den unheilvollen Ausbruch des Leidens beschleunigt hatten.“

Jacob Henle selbst machte sich große Vorwürfe in Bezug auf die zweijährige Lehrzeit, die er seiner verstorbenen Frau zur „Erlangung von Gesellschaftsfähigkeit“ zugemutet hatte:

„Ihn folterte die Reue, daß er Elise den zweijährigen Umweg nicht erspart, und sie gleich geheiratet hatte, und die Vorstellung quälte ihn, daß ihr Körper durch die Sehnsucht, die sie in der trierer Zeit [bei Marie Mathieu] erlitten, geschwächt und nicht mehr widerstandsfähig war, sich der tückischen Krankheit zu erwehren.“

Der Mediziner Jacob Henle schrieb noch am Todestag seinen Geschwistern:

„Schneller, als ich erwarten, ich muß sagen, hoffen durfte, hat der Tod meine gute arme Elise von ihren Leiden erlöst und ihr Schlimmeres erspart. Heut um 5 Uhr starb sie in meine Armen […]. Jetzt fühle ich in der Tat meine Verlassenheit nicht so sehr als das Glück, die arme Geliebte manchen Schrecknissen der Krankheit, die ihr noch bevorstanden, entronnen zu sehen.“

Nach dem Tod von Elise Egloff schien es  innerhalb der Familie Henle immer wieder Diskussionen über das „Bildungsexperiment“ gegeben zu haben. So schrieb Merkel, dass Henle selbst bzw. seine Familie sich häufig die Frage stellte, ob seine Ehe mit Elise dauerhaft „befriedigend“ verlaufen wäre, wenn sie nicht bei der Geburt des zweiten Kindes gestorben wäre. Die Frage wird zumindest vom Chronisten Merkel so beantwortet:

„Obgleich es nun menschlich uns sehr begreiflich ist, dass diese Frage auftauchte, so ist sie doch selbstverständlich eine müßige. Weiß doch Niemand, wie sie sich weiter entwickelt haben würde, wenn sie länger gelebt hätte. Sie besaß drei Eigenschaften, welche wohl im Stande gewesen wären, sie fort und fort zu bilden, zu fördern und zu erheben. Vor Allem erfüllte sie eine unbegrenzte Liebe zu ihrem Gatten und sie konnte sich nie genug thun an Beweisen, wie herzlich sie ihm zugethan war, um ihm zu gefallen, war ihr Nichts zu Viel […]. Eine zweite Eigenschaft, welche Frau Elise schmückte, war ihre ganz außergewöhnliche Energie, und man kann sicher sein, dass Sie durch dieselbe, welche sie schon so hoch gehoben hatte, auch noch weiterhin die Lücken ausgeglichen haben würde, die ihrer Bildung natürlich noch anhafteten. Sie fühlte es sehr lebhaft, dass sie noch nicht voll auf der Höhe ihres Mannes stand und spielte sich einmal in ihrer Gegenwart ein kleines Wortgefecht ab, welche mit allen Waffen des Geistes, Witzes und der Belesenheit geführt wurde, dann wurde sie still und war ärgerlich, dass sie demselben nicht folgen konnte. Sie würde zweifellos ihren ganzen Ehrgeiz daran gesetzt haben, um soweit zu kommen, dass sie für alle Fälle die Rolle der stillen Zuhörerin hätte aufgeben können. Eine dritte Eigenschaft, welche sie ihrem Gatten nahe bringen musste, war die Fähigkeit zu heiterem Lebensgenuss, welche ihm so völlig eigen war und welche er auch bei seiner Frau aufs Höchste schätzen musste.“

Elise Egloff wurde am 23. Februar 1848 auf dem Bergfriedhof in Heidelberg im Beisein der Zeugen Reinhard Blum und Ludwig Häusser beerdigt, beides Professoren und Kollegen von Jacob Henle an der Universität Heidelberg. Henle selbst konnte auf Grund einer Erkrankung nicht teilnehmen. Das Kaufgräberbuch enthält einen Eintrag vom 24. Februar 1848 über den Kaufabschluss des Grabes für „Henle, Anna, Frau Hofrat, Grabreihe E, Grab 21.“ 1958 wurde das Grab von Elise Henle – laut Beschluss vom 25. Februar 1958 – eingezogen und aufgelöst, Grund der Auflösung war Verwilderung.

## Literarischer Niederschlag

### Berthold Auerbach: „Die Frau Professorin“

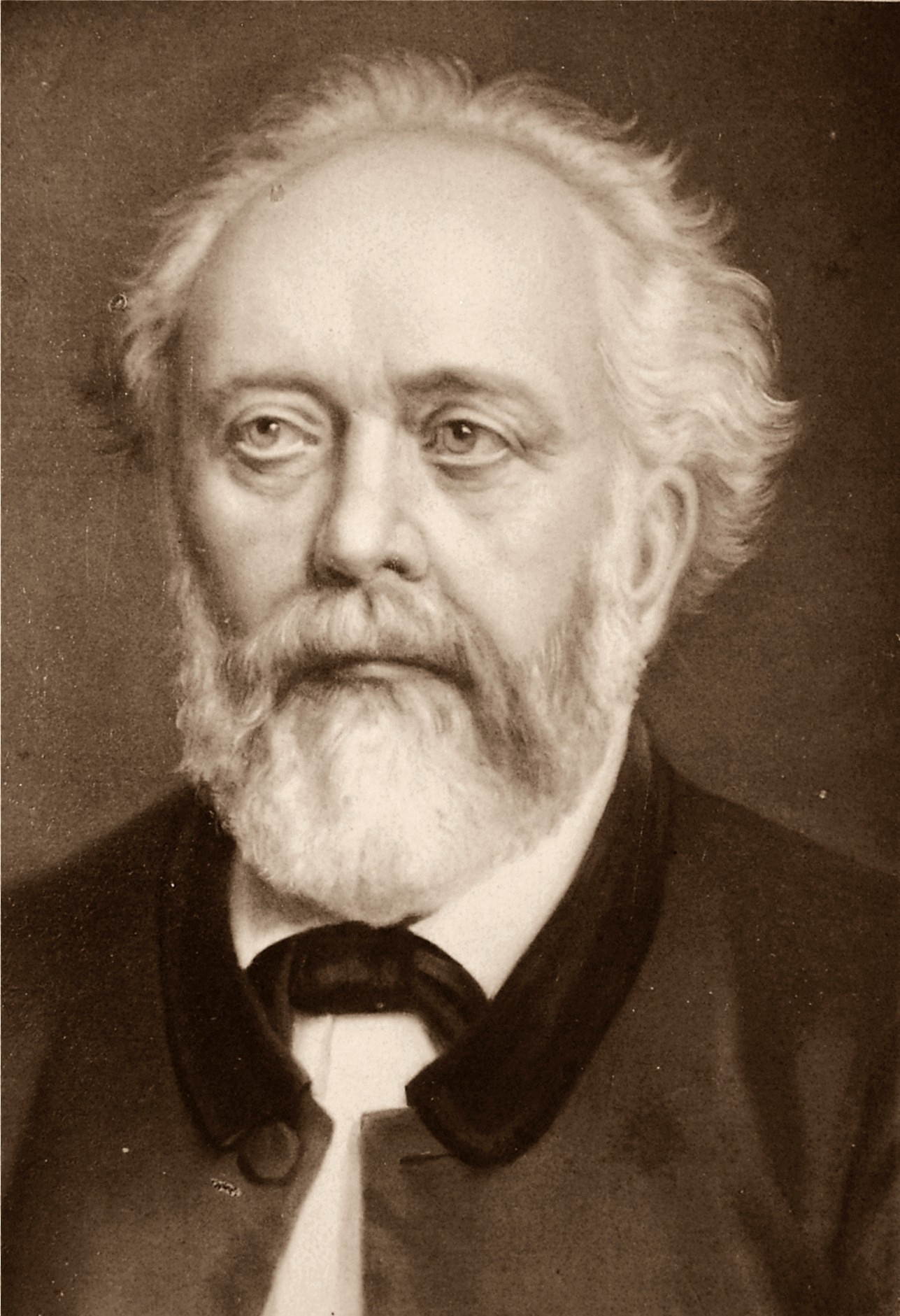
Berthold Auerbach um 1881

Berthold Auerbach erfuhr bereits 1845 von Adolf Schöll die damals noch geheime Geschichte der Beziehung von Elise Egloff und Jacob Henle, er lernte später auch Elise Egloff persönlich kennen. Auerbach wurde davon zur Erzählung Die Frau Professorin (1846) im Rahmen seiner Schwarzwälder Dorfgeschichten inspiriert. Darin verlieben sich Reinhard, ein Professor der Kunstakademie, und Lorle, eine Wirtstochter aus einem ländlichen Dorf. Sie heiraten und ziehen in eine Residenzstadt. Hier zeigt sich jedoch, dass sich das frische Naturkind Lorle in der städtischen Lebenswelt und im höfischen Bildungsbürgertum nicht zurechtfindet, sich derb und einfältig ausnimmt. Reinhard, der zunächst für das Natürliche des Dorflebens und im Wesen seiner Frau schwärmte, verfällt zunehmend dem Stadtleben und den Residenz-Kabalen und wird es überdrüssig, seiner Frau „das ABC der Bildung vorzubuchstabieren.“ Er zieht sich innerlich von ihr zurück und nimmt zunehmend Zuflucht im Alkohol. Der Versuch eines Ausgleichs zwischen den Lebenswelten schlägt fehl, Lorle zieht die Konsequenz und kehrt zurück in ihr Dorf. Die Schwarzwälder Dorfgeschichten gelten als maßgebliche Begründer des Genres der Dorfgeschichte.

### Charlotte Birch-Pfeiffer: „Dorf und Stadt“

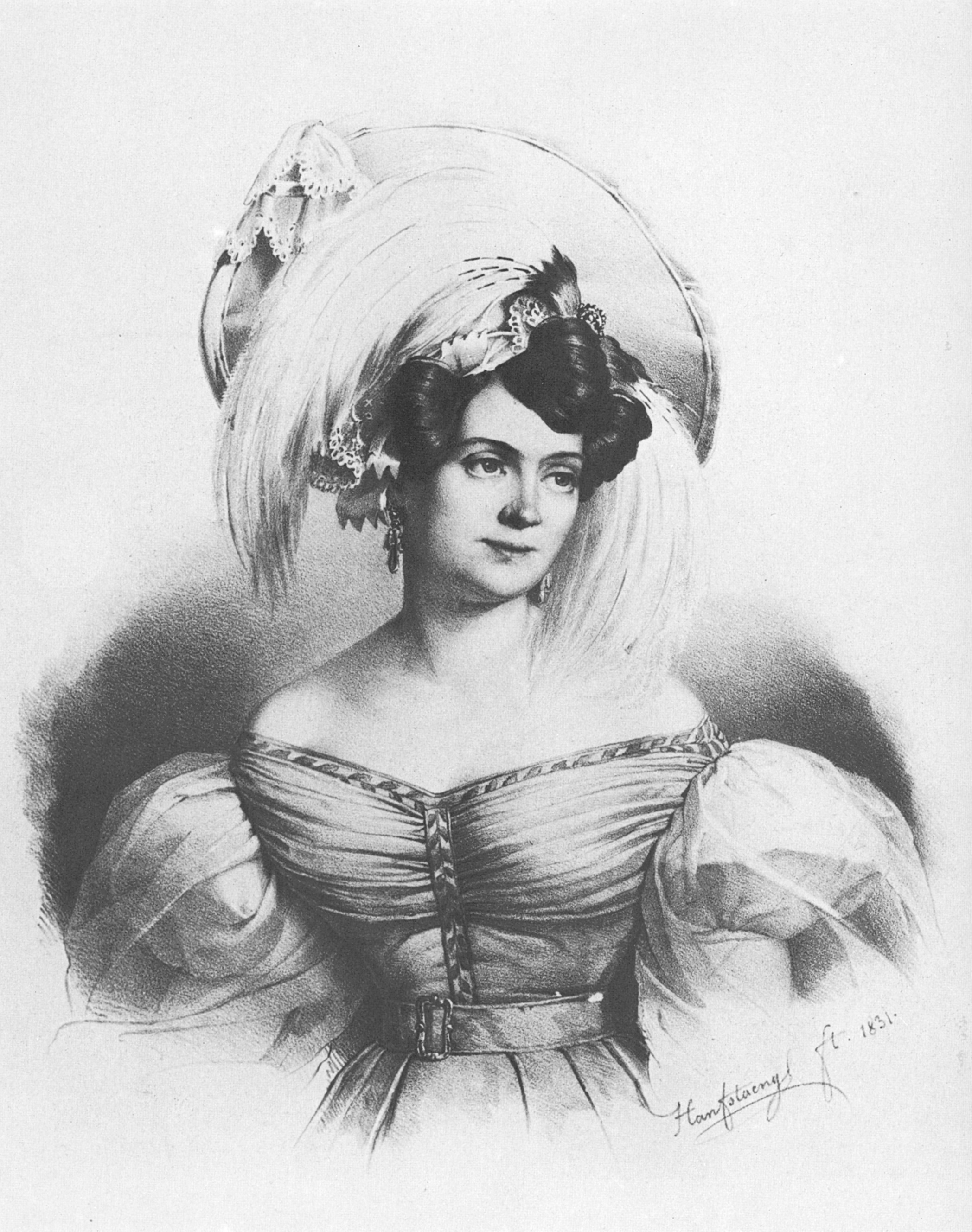
Charlotte Birch-Pfeiffer, Lithographie 1831

Charlotte Birch-Pfeiffer bearbeitete 1847 Auerbachs Dorfgeschichte und machte aus Die Frau Professorin ein erfolgreiches Bühnenstück mit dem Titel Dorf und Stadt. Auerbach verklagte (erfolglos) Birch-Pfeiffer wegen Verletzung des Urheberrechts. Trotz oder gerade wegen des dadurch verursachten Aufsehens trug das Theaterstück erheblich zur Popularität dieser Dorfgeschichte bei. Auerbach war inzwischen nach Heidelberg umgezogen und verkehrte freundschaftlich mit Jacob Henle, er hielt sich zeitgleich mit Elise Henle (geb. Egloff) zur Kur in Badenweiler (Juli 1847) auf. Nach dem Tode von Elise schloss er sich enger an Jacob Henle an, weil auch Auerbach seine Frau etwa gleichzeitig im Kindbett verloren hatte. Erst durch den Erfolg von Dorf und Stadt erfuhr Henle von Auerbachs Erzählung und fühlte sich hintergangen:

„Wirklich empört hat mich die Art, wie er [Auerbach] meine tragische Ehe fast nur zu Schmuck und Nebenwerk verwendet. Das heißt nicht, sich über menschliche Leiden erheben, sondern sich ein Profitchen aus denselben herausschlagen.“

Henle hatte in seinem Schmerz anscheinend nicht zur Kenntnis genommen, dass Auerbach die Erzählung vor dem Tod von Elise vollendet hatte.
Thematisch verwandt mit Auerbachs Erzählung ist Die verlorene Handschrift (1864) von Gustav Freytag, einem Freund Auerbachs: Ein Professor gewinnt eine Bauerntochter als Lebensgefährtin, dabei stellt sich das Problem des in die Stadt und in Hofkreise verpflanzten Bauernmädchens.
Eine vermutlich bewusst als Gegensatz zu Auerbach und wohl auch zu Die Frau Professorin gemeinte Geschichte erzählt Ludwig Anzengruber in Der Sternsteinhof (1885): Ein armes Mädchen setzt sich in den Kopf, Herrin des reichen Sternsteinhofes zu werden, hart und rücksichtslos verwirklicht sie ihren Traum und wird dann eine vorbildliche Bäuerin. Die naturalistische, weder romantische noch sentimentale Darstellung eines bäuerlichen Charakters steht im Gegensatz zu Auerbachs Tendenz (vor allem nach 1848) zur verklärten Dorfromantik, in deren Tradition noch heute die Heimatromane als Trivialliteratur stehen.

### Gottfried Keller: „Regine“

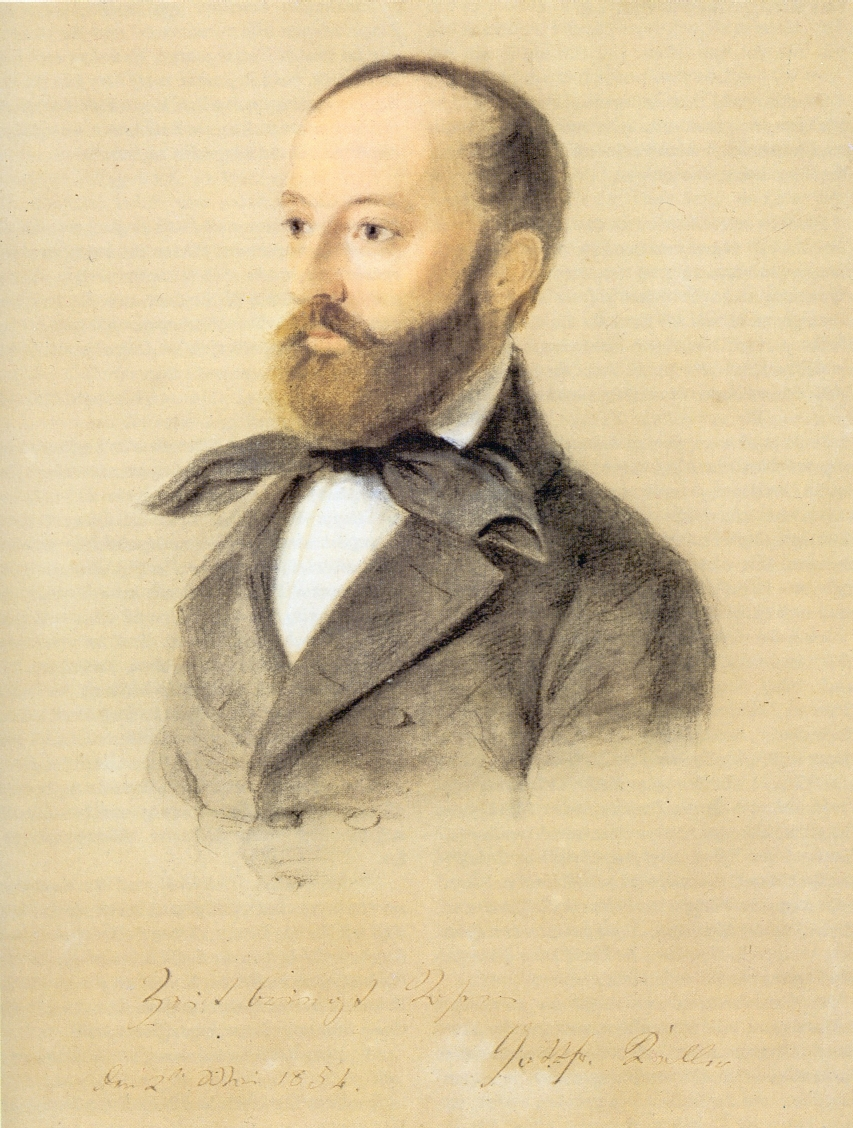
Gottfried Keller, gezeichnet von Ludmilla Assing 1854

Gottfried Kellers Regine in der gleichnamigen Novelle gilt in der literaturwissenschaftlichen Forschung als „dichterisches Denkmal“ der Elise Egloff. Keller hatte Henle und dessen Frau 1846 in Zürich kennengelernt und bei dem Ehepaar einen eher skurrilen Eindruck hinterlassen. Keller besuchte zwei Jahre später in Heidelberg Henles anthropologisches Kolleg, das er in Der grüne Heinrich beschrieb (Keller über die Vorlesung: „Auf mich wirkte schon die erste Stunde so, daß ich den Zweck, der mich hergeführt, und alles vergaß und allein gespannt war auf die zuströmende Erfahrung“).
Wie auch andere Autoren betrachtete Keller die Dorfgeschichten von Auerbach zum Teil kritisch. 1851 begann er in Berlin mit Konzeptionen zu einem Galatea-Novellenzyklus, der sich gegen „diesen miserablen Reinhard“ wandte und sich auch generell polemisch auf Auerbach bezog, dem in der späteren Literaturkritik „Naturschwärmerei“, „klischeehaft-triviale Grundkonstellationen“ in der Handlung und eine charakteristische „Abschirmung gegen die Problemgehalte der Zeit“ (Fritz Martini) vorgeworfen wurde. Vor allem wandte sich Keller ursprünglich gegen die in Die Frau Professorin behandelte Unversöhnlichkeit von Kultur und Natur bzw. Stadt und Dorf.
Keller hielt die Geschichte jedoch 30 Jahre zurück, vielleicht weil er 1856 Berthold Auerbach kennenlernte, mit diesem Freundschaft schloss und vom damals noch bekannteren Auerbach literarisch unterstützt wurde. Erst 1880 begann er auf Drängen seines Verlegers mit der Ausarbeitung, es entstand der Novellenzyklus Das Sinngedicht:
Keller setzt dem Kunstprofessor Reinhard den Naturforscher Reinhart, der „Frau Professorin“ Lorle seine Kunstschöpfungen Lucie und Regine entgegen. Die Rahmenerzählung beginnt damit, dass der Naturwissenschaftler Reinhart in seinem Labor aufgrund von Ermüdungserscheinungen beschließt, ins weite Land zu reiten und dabei ein Epigramm Friedrich von Logaus – Das Sinngedicht – in der Wirklichkeit zu erproben: „Wie willst du weiße Lilien zu roten Rosen machen? / Küß eine weiße Galatee: sie wird errötend lachen“ (aus: Deutscher Sinngetichte drey Tausend, 1654). Der Pygmalion-Galatea Komplex ist somit als Grundthema angelegt, wird dann aber im achten Kapitel (von insgesamt 13) mit Regine aufgelöst. Lucie verwickelt ihren Gesprächspartner Reinhart in einen Erzählwettstreit über Probleme der Partnerwahl und das Rollenverständnis der Geschlechter. Im Rahmen des Wettstreits gibt Reinhart unter anderem die Geschichte von Regine wieder, die den wahren Begebenheiten um Elise Egloff und Jacob Henle deutlich näher kommt als Auerbachs Die Frau Professorin:
Der Gesandtschaftsattaché Erwin Altenauer, ein begüterter und kunstbeflissener Amerikaner deutscher Herkunft, verliebt sich in das Dienstmädchen Regine. Erwin fördert erfolgreich die nachholende Bildung von Regine, als er plötzlich nach Amerika zurückberufen wird. Er will jedoch Regine erst dann mitnehmen und seinen anspruchsvollen Eltern vorstellen, wenn sie sich in jeglicher Hinsicht standesgemäß zu verhalten weiß. Sie wird einem Bildungsprogramm zur Überwindung der Standesgrenzen unterworfen, er überlässt Regine für ihre weitere Bildung der Gesellschaft dreier Frauen, die in der Kunst- und Kulturszene beflissen sind, von denen Keller aber ein eher negatives Bild zeichnet. Nach Erwins Rückkehr scheitert das Experiment in Misstrauen und Entfremdung, die jedoch vorderhand nicht mit dem Bildungsexperiment selbst zu tun haben, sondern vor allem – wie Keller betont – durch das Schicksal bestimmt sind: Regines Scham wegen einer Mordtat ihres Bruders und Erwins Verdacht, Regine sei ihm untreu, sowie die Unfähigkeit, über beides zu sprechen, führen zur Tragödie. In ihrer Ratlosigkeit gibt sich die „schöne Aufsteigerin“ (Gunhild Kübler) den Tod. Kübler interpretiert wie folgt:

„Hinter Altenauers Versuch, eine Frau nach den eigenen Vorstellungen von edler Weiblichkeit heranzubilden, wird eine im ‚Sinngedicht‘ vielfarbig schillernde mythische Figur sichtbar: Galatea, die vom antiken Bildhauer Pygmalion geschaffene und auf seinen Wunsch hin von der Liebesgöttin belebte Statue – die Frau, die von Mannes Gnaden existiert. Mit Galatea-Regines Tod ist der Mythos zerrissen, und in den Brechungen des Erzählduells zwischen Reinhart und Lucie wird er als unzeitgemäß verabschiedet. Als Muster einer Beziehung zwischen Mann und Frau hat er ausgedient, weil die ihm entsprechenden Rollenanweisungen so für beide Geschlechter nicht mehr nachspielbar sind. An seine Stelle treten im ‚Sinngedicht‘ neue, aufklärerisch-egalitäre Vorstellungen von Erotik und ehelicher Liebe, wie sie in der Literatur dieser Zeit einzigartig sind“

### George Bernard Shaw: „Pygmalion“

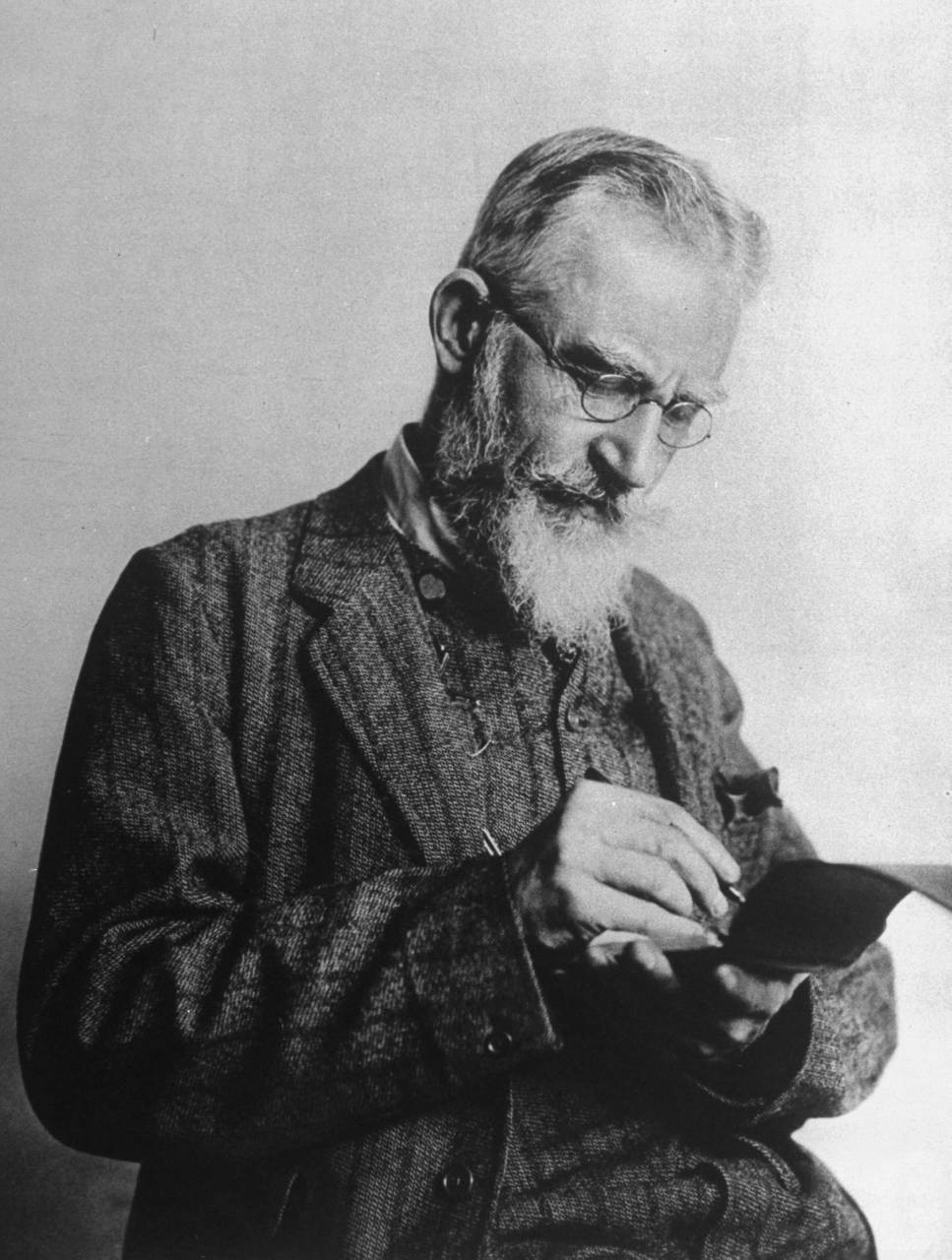
George Bernard Shaw bei Notizen während der Produktion von Pygmalion

Die Komödie Pygmalion von George Bernard Shaw wurde in deutscher Sprache am 16. Oktober 1913 uraufgeführt, Shaw veröffentlichte 1913 das Stück in England zunächst anonym. Gegen den ausdrücklichen Willen Shaws erfuhr es nach dessen Tod eine Umarbeitung zum Musical My Fair Lady.
Shaw selbst gab keine Hinweise auf einen Bezug von Pygmalion zum historischen Geschehnis um Elise Egloff oder zu den literarischen deutschsprachigen Umsetzungen. Eine nur zufällige inhaltliche Analogie erscheint aber manchen Autoren angesichts der vielfältigen Übereinstimmungen eher unwahrscheinlich, das Blumenmädchen Eliza Doolittle nimmt bei Shaw in dieser Interpretation die Rolle des Nähmädchens Elise Egloff ein (Elise Egloff, Eliza Higgins, Objekte bürgerlicher Erziehung).
Shaw schrieb in seinem Vorwort zu Pygmalion, dass die Figur des Professor Higgins einen Bezug zum englischen Sprachforscher Henry Sweet habe. Dieser war auf germanische Sprachen spezialisiert und studierte mehrfach in Deutschland, 1864 auch an der Universität Heidelberg (später dort Dr. phil. h. c.), wo das Ehepaar Henle gelebt hatte und wo er die bekannte und literarisch gespiegelte Liebesgeschichte von Elise Egloff und Jacob Henle erfahren haben könnte.
Eventuell stieß Shaw durch die Lektüre von Gottfried Kellers Sinngedicht oder dessen Rezension auf den Stoff: Die Londoner Wochenzeitschrift Saturday Review, bei der Shaw später (von 1895 bis 1898) arbeitete, brachte 1882 eine längere Besprechung des gesamten Werkes, Regine wird dabei als kraftvollste Erzählung hervorgehoben.  Ein anderes britisches Wochenmagazin, The Spectator, rezensierte das Sinngedicht wenig später ausführlicher und meinte:

A new book from the pen of Gottfried Keller is an event not to be passed over […] He is, besides, the most genial, original novel-writer at present wielding the German language.

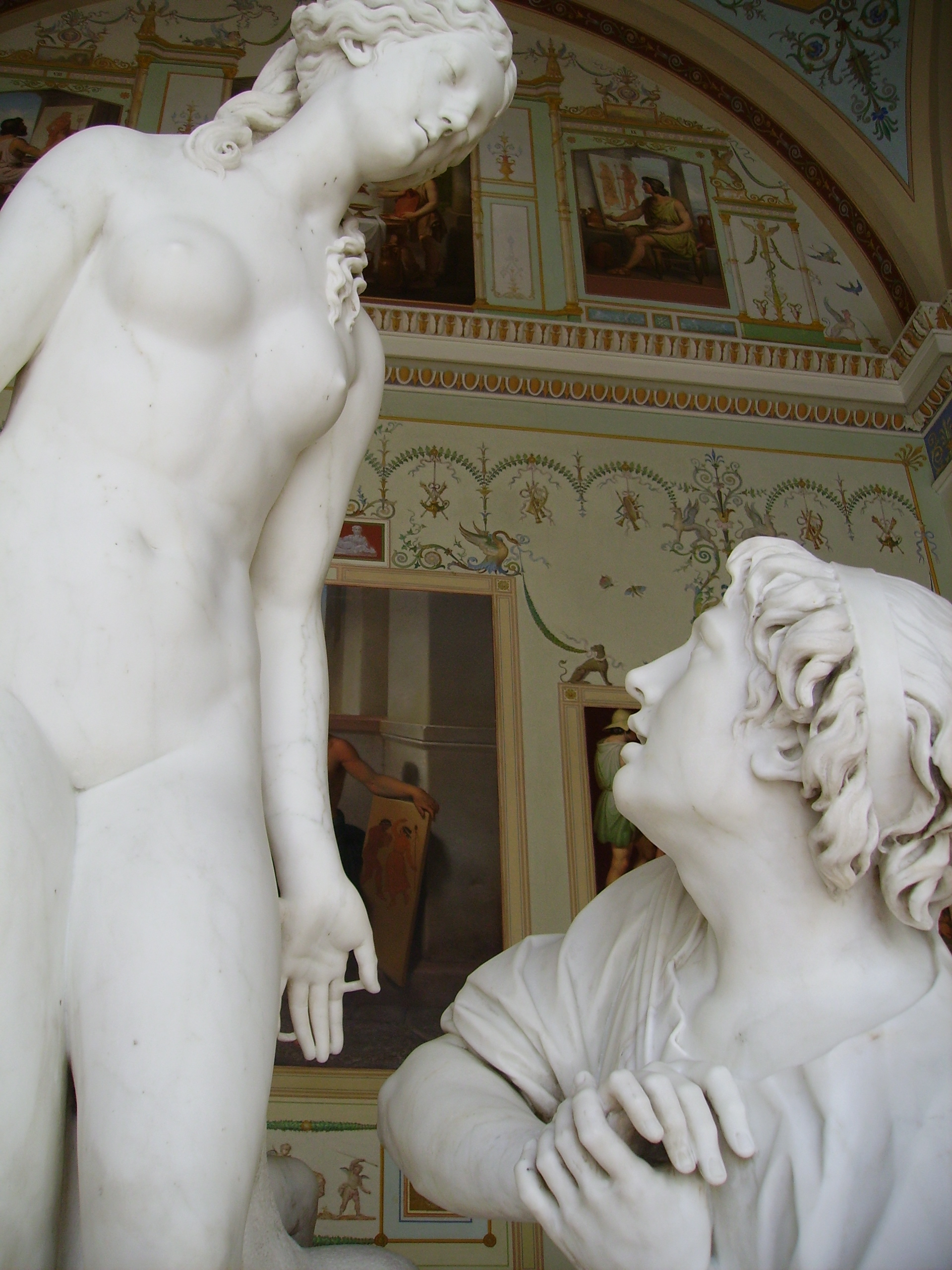
Pygmalion und Galatee von Etienne-Maurice Falconet (1763) in der Eremitage St. Petersburg

Sowohl in der englischen Presse als auch in den Kreisen der Germanistik griff man sehr früh zu Superlativen, nannte Keller den größten deutschsprachigen Autor nach Goethe. Vergleiche wurden anfangs mit dem in England und Amerika bereits gut eingeführten Berthold Auerbach gezogen, und dem Erfolg seiner Dorfgeschichten ist wesentlich die positive Aufnahmebereitschaft für die Kellerschen Novellen zu verdanken. Auerbachs Die Frau Professorin erschien mehrfach in englischer Sprache (erstmals 1850). Im Unterschied zu Auerbach versiegte das Interesse an Keller auch nach dessen Tod nicht, selbst der von Paul Heyse auf Keller geprägte Begriff „Shakespeare der Novelle“ wurde übernommen.
Es ist bisher nicht nachzuweisen, aber durchaus denkbar, dass Shaw auf den Stoff aufmerksam wurde, vor allem da er gut deutsch sprach: Für die Uraufführung in Wien übersetzte Shaw den Text von Pygmalion selbst ins Deutsche, die Übersetzung der gedruckten Buchfassung übernahm dann Siegfried Trebitsch.
In der Komödie Pygmalion fällt dem Sprachwissenschaftler Professor Henry Higgins der ausgeprägte Gassenjargon des Blumenmädchens Eliza Doolittle auf. Überzeugt, dass die soziale Stellung eines Engländers alleine von seinem Akzent abhängt, wettet er mit seinem Fachkollegen Oberst Pickering, dass er Eliza in der besten Gesellschaft als feine Dame auftreten lassen könne, alleine, indem er sie von ihrem Cockney-Akzent und ihren Armeleutemanieren befreit. Der Komfort in Higgins’ Junggesellenhaushalt täuscht Eliza aber nicht lange über die erniedrigende Tatsache hinweg, dass der selbstherrliche Higgins sie als Versuchskaninchen missbraucht, ohne an die Folgen für den Menschen Eliza zu denken. Das Debüt in der Gesellschaft bei einem Empfang zeigt, dass Higgins ihr lediglich den Akzent und die Manieren einer Lady andressiert hat, ihre in bester Aussprache vorgebrachten vulgären Redewendungen schockieren und erheitern die Anwesenden, unter ihnen auch Freddy Eynsford Hill, den Elizas Natürlichkeit bezaubert. Weniger dem rüpelhaften Professor Higgins, sondern dem Gentleman Pickering – dessen Rolle jener von Adolf Schöll in der historischen Begebenheit ähnelt – ist es zu verdanken, dass das Experiment doch noch gelingt: sie besteht den entscheidenden Test, einen Botschaftsempfang, glänzend. Higgins sonnt sich in seinem Triumph und ist gänzlich unfähig, Elizas Verzweiflung zu verstehen. Eliza erkennt, dass sie nun untauglich für ihren früheren Broterwerb ist und dass Higgins zudem ihre Zukunft gleichgültig ist. Sie flüchtet sich zu Freddy, rechnet mit ihrem „Schöpfer“ Higgins in einer großen Szene ab und demonstriert damit, dass nicht die Bildung, sondern die Selbstachtung ihre Persönlichkeit ausmacht. Higgins legt dabei erstmals im Ansatz seine egoistisch-selbstherrliche Attitüde ab. Shaw vermeidet jedoch ein Happy End, um die Emanzipation seiner Galatea nicht wieder (teilweise) rückgängig zu machen – sehr zur Enttäuschung von Theaterbesuchern und Lesern, die eine abschließende häusliche Idylle zwischen Higgins und Eliza erwarteten. Diesem Wunsch des Publikums wurde erst – gegen den ausdrücklichen Willen Shaws – mit My Fair Lady stattgegeben.

### Briefeditionen

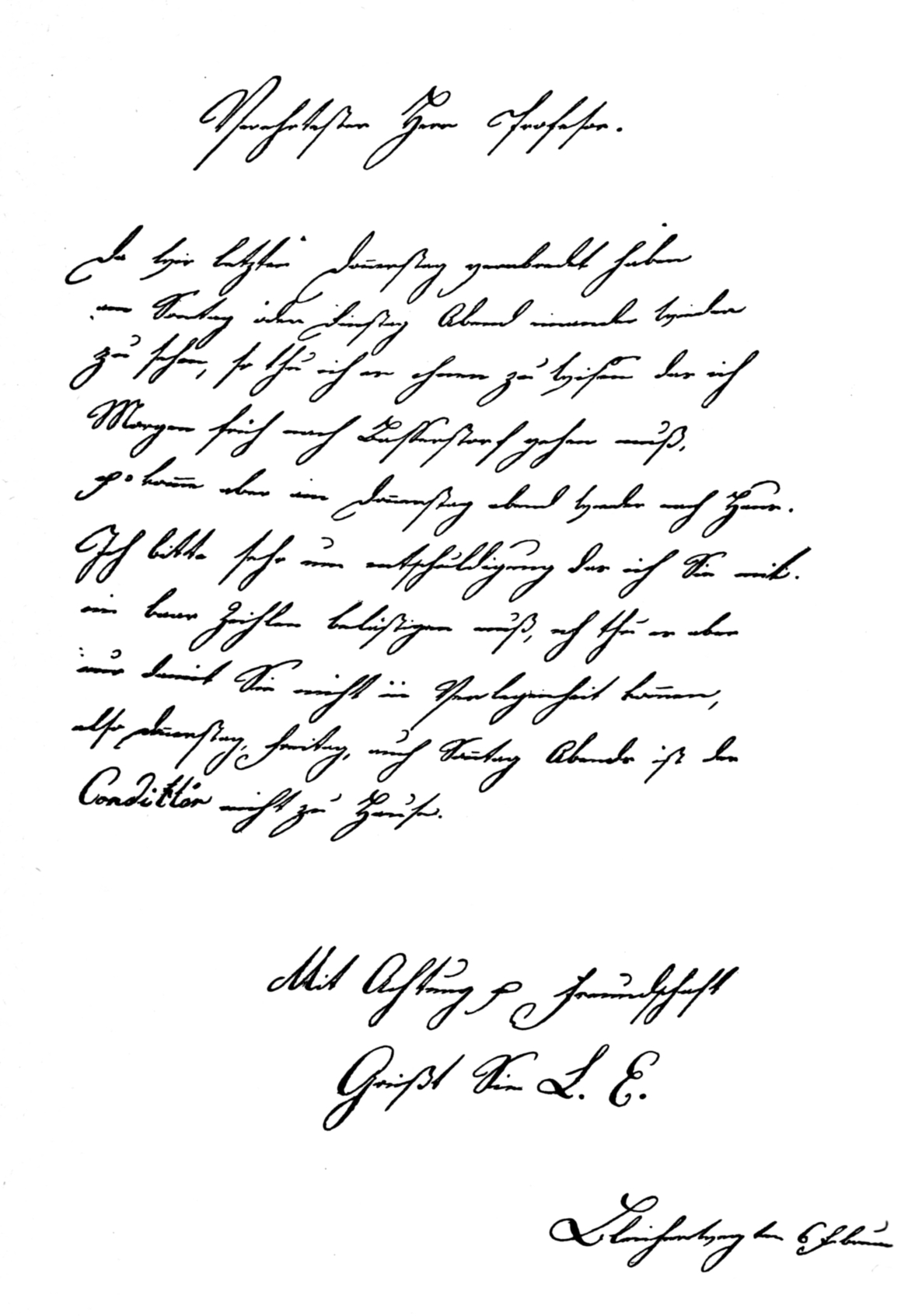
Der früheste erhaltene Brief von Elise Egloff vom 6. Februar 1843: „Verehrtester Herr Profesor.“ (sic!). Sie informierte darin Jacob Henle u. a. darüber, wann der Hausmeister abwesend sei und Henle sie somit ohne Aufsehen besuchen könne.

Während der „Ausbildungszeit“ von Elise Egloff führten das Liebespaar, die „Erzieher“ und weitere Verwandte und Freunde eine lebhafte Korrespondenz, die nicht nur die Entwicklung von Egloff zeigt, sondern auch ein Kulturbild ihrer Zeit und der damaligen bürgerlichen Gesellschaft widerspiegelt. Die Briefe waren in den 1930er Jahren im Besitz der letzten überlebenden Tochter von Jacob Henle aus zweiter Ehe, Emma Henle. Sie fand einen Verlag für ihre Idee, diese Briefe herauszugeben und arbeitete bis zu ihrem Tod im Oktober 1937 an der ersten Edition mit, die noch 1937 in Zürich erschien. Eine weitere Ausgabe von Gunhild Kübler aus dem Jahre 1987 (2004 unter anderem Titel wiederveröffentlicht) erweiterte den Zeitraum der wiedergegebenen Briefe, die inzwischen im Besitz von Jacob Henles Urenkelin Marie-Liesel vom Stein waren. In den fortschreitenden Wandlungen im Schreibstil und der
Orthografie von Elise Egloff schlug sich das Bildungsprogramm nieder, ist ihr erster erhaltener Brief aus dem Jahre 1843 ungelenk und fehlerhaft, so sind ihre Schreiben zwei Jahre später stilistisch besser als jene der Schwestern Jacob Henles und vor allem in ihren Gedankengängen von einer einnehmenden Natürlichkeit und Klarheit.
Kübler fasste den Briefwechsel wie folgt zusammen:

„In den Wandlungen von Elises Briefstil hat sich das für sie ausgearbeitete Bildungsprogramm niedergeschlagen. Die von ihr im Lauf der Zeit erbrachten erstaunlichen Anpassungsleistungen lassen sich Schritt für Schritt ablesen. Und doch wirkt sie echt bis hinein in die schöngeistig gemeinte Deformation und rührend ganz besonders im herzlichen Liebesgeständnis, in ihrer Auflehnung und im Presslaut ihrer unterdrückten Klage. Elises Aufstiegsweg führt vor das Forum einer Familie, die einer bei der Entwicklung des bürgerlichen Selbstbewusstseins tonangebenden Schicht angehörte. Deren Verhaltensnormen werden in diesen Briefen zu einem Bildungsexperiment bis in alle Einzelheiten deutlich. Das betrifft nicht nur den Kult der ‚inneren Werte‘, durch den sich das Bürgertum nach oben gegen den Adel und nach unten gegen das Kleinbürgertum abgrenzte, sondern auch ganz besonders die Durchsetzung des Bürgerlichen Frauenideals. Elise, der die Ausbildung zum Nähmädchen die Berufstätigkeit und damit eine wenn auch bescheidene familienunabhängige Existenz ermöglicht hatte, muss nun die Salonfertigkeiten einer höheren Tochter erlernen und deren demonstrativen Müßiggang einüben. Sie muss – wie Marie [die Schwester v. Jacob Henle] es klarsichtig formuliert – aufhören, etwas Nützliches tun zu wollen, denn ‚es ist einmal so, dass man auch mit Anstand nichts tun können muss, wenn man auf Bildung Anspruch machen will‘ […] Unter Mühen lernte Elise, ihr Innenleben im Dienst der Familie schriftlich auszuleuchten. Die von ihr erwarteten Briefe waren Billetts, die sie zum Eintritt in den familiären Binnenraum berechtigten, wo Liebe, Vertrauen und Solidarität gepflegt wurden und wo die das Erwerbsleben bestimmenden Gesetze des Markts und der Konkurrenz mindestens der Idee nach aufgehoben waren. Eben weil die bürgerliche Familie sich als Gemeinschaft voneinander liebenden Privatpersonen verstand, war es wichtig, dass das neuaufzunehmende Familienmitglied sich die Achtung und Zuneigung der Übrigen gewann. Herkunft und Vermögensverhältnisse erleichterten dies ganz entschieden, selbst in Kreisen, die sich liberal und vorurteilsfrei verstanden. Elise, der es an beiden mangelte, diente zwei Jahre lang wahrhaft ‚auf den Knien ihres Herzens‘ um die Zuneigung von Jacob Henles Verwandten.“